# Aeroportul Nanyang Jiangying
Aeroportul Nanyang Jiangying (IATA: NNY, ICAO: ZHNY) este un aeroport din Wancheng District⁠(d), Nanyang, Henan, Republica Populară Chineză ce deservește zona Nanyang. Aeroportul a fost tranzitat în 2022 de 676.738 de pasageri. A fost numit după zona deservită.
Aeroportul dispune de o singură pistă.